# Río Acaraú
El río Acaraú es un río brasilero que baña el estado del Ceará, situándose en la parte norte del estado. El origen del topónimo Acaraú es indígena, siendo resultado de la fusión de Acará (garza) y Hu (agua), significando, por lo tanto, «río de las Garzas» (Paulinho Nogueira). En los márgenes del río habría habitado el grupo indígena de los camamus, actualmente extinto.
Su naciente está localizada en Monseñor Tabosa, en la sierra de los Bosques, además de este, recorre más de diecisiete municipios hasta desembocar en el océano Atlántico en Acaraú. Su cuenca hidrográfica cubre un total 27 municipios en un área de 14.500 km², el que representa aproximadamente un 10% del área del estado. 
En esta cuenca se han construido algunas de las más importantes represas cearences: la represa Edson Queiroz, en Santa Quitéria; la Forquilha, en el municipio del mismo nombre; la represa Aires de Sousa (o Jaibaras), en Sobral; además de la Paulo Sarasate (o Araras), que está construida en el río Acaraú y cuya represa está localizada en el límite de los municipios de Varjota, Pires Ferreira y Santa Quitéria.
El río Acaraú, con un curso de 320 km, nace según otras fuentes en la sierra del Machado, en Itatira. Desemboca en el océano Atlántico por medio de dos brazos: el Cacimba y el Mosqueiro. Su cuenca hidrográfica es de unos 14.500 km² y atraviesa las ciudades de Tamboril, Sobral, Santana del Acaraú, Marco y Bela Cruz, entre otras.

## Condiciones pluviométricas

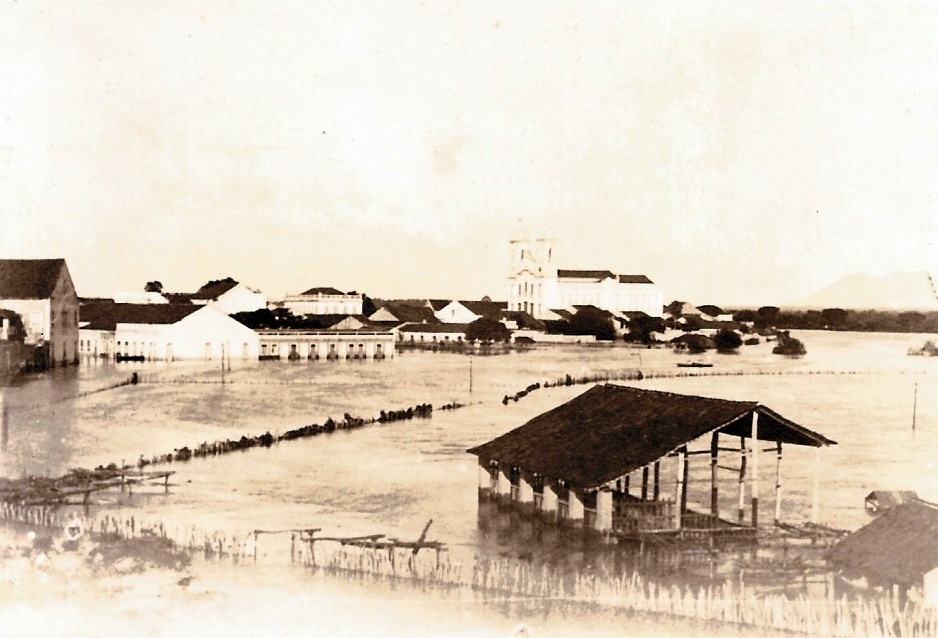
Inundación del río Acaraú de 1917 en Sobral.

La mayor parte de la cuenca está situada en regionesn de clima tropical caliente semiárido con apenas una pequeña porción (en la base de la Chapada de la Ibiapaba) donde se presenta clima tropical caliente semiárido suave. Su promedio de lluvias, por lo tanto, es bajo con volúmenes de lluvia que van de 500 a 1000 mm en prácticamente toda a su área.

## Afluentes
Sus principales afluentes son:
- río Jaibaras;
- río Groairas;
- arroyo de los Macacos

## Inundaciones
Por causa del exceso de lluvias ocurridas actualmente en el Ceará, el volumen del río aumentó drásticamente y por su la larga extensión varias ciudades cercanas sufrieron un gran impacto(inundaciones). En Sobral, por ejemplo, las cañerías fueron destruidas, y varias casa quedaron sin agua. En algunos casos familias enteras perdieron sus casas (algunas totalmente destruidas) así como sus empleos.